# Janet Jones

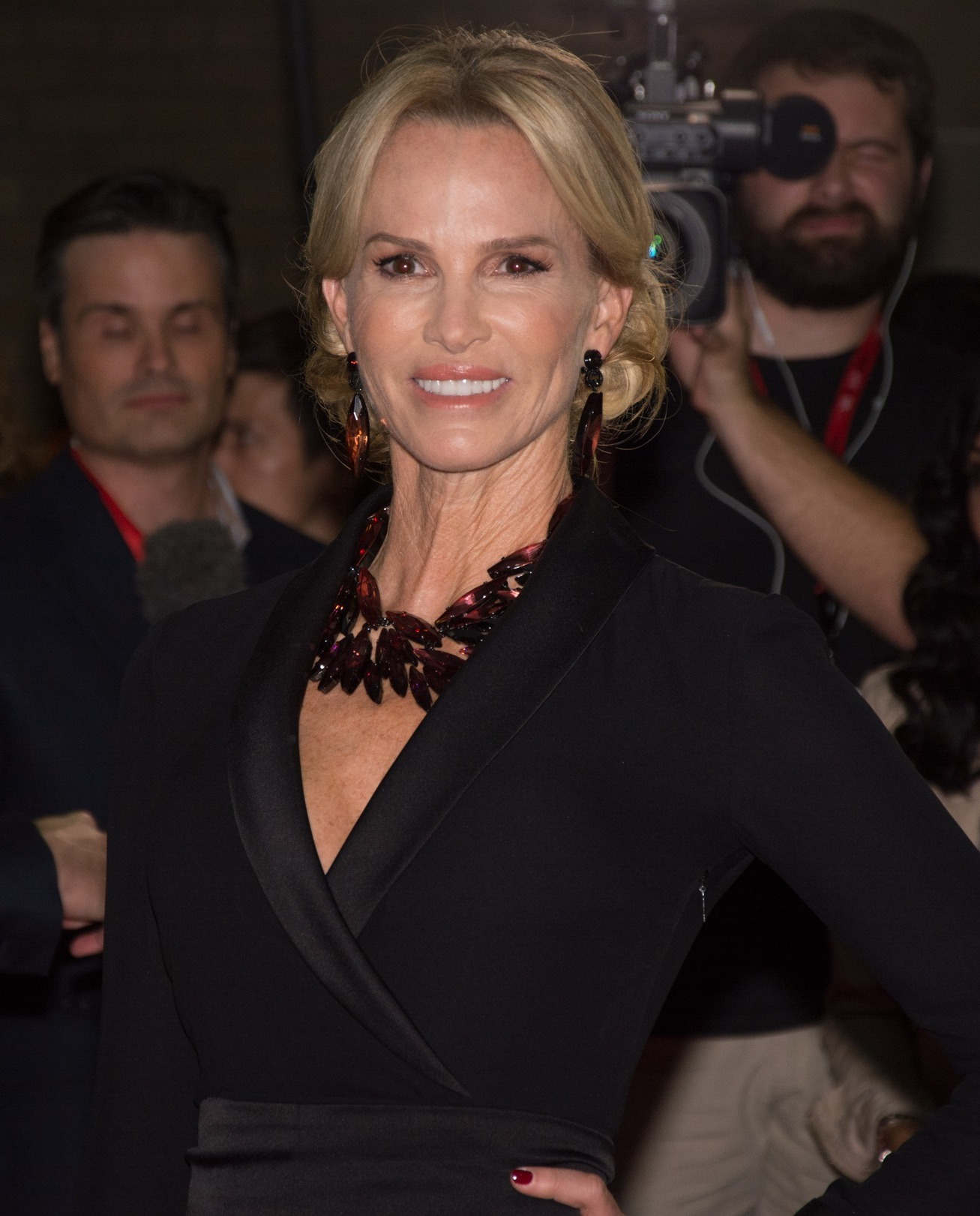
Janet Jones (2014)

Janet Marie Jones (* 10. Januar 1961 in Bridgeton, Missouri) ist eine US-amerikanische Schauspielerin.

## Leben und Karriere
Janet Jones wurde 1961 in Bridgeton, Missouri geboren. Im Jahr 1984 lernte sie den kanadischen Eishockeyspieler Wayne Gretzky bei der Fernsehshow Dance Fever kennen. Im Juli 1988 erfolge die Hochzeit des Paares unter großem Medieninteresse in Edmonton. Die beiden sind Eltern von fünf Kindern (drei Söhne, zwei Töchter). Jones älteste Tochter Paulina (* 1988) arbeitet als Model und Pop-Sängerin und trat nebenbei in mehreren Filmen als Schauspielerin auf.
Jones trat am Anfang als Tänzerin in Filmen wie Staying Alive sowie in der Fernsehshow Dance Fever auf. Anschließend kamen Rollen als Polizistin Kate in Police Academy 5 – Auftrag Miami Beach (1988) oder als Pitcher in der Baseball-Filmkomödie Eine Klasse für sich (1992) neben Geena Davis, Madonna und Tom Hanks. Jones hatte 1997 einen Gastauftritt in der kurzlebigen Fernsehserie Die Schattenkrieger. Im Jahr 2006 stand sie als Elaine Holden in Alpha Dog – Tödliche Freundschaften und als Sherry in Two Tickets to Paradise vor der Kamera.

## Filmografie (Auswahl)
- 1974: Gollocks! There’s Plenty of Room in New Zealand (Kurzfilm)
- 1983: Staying Alive
- 1985: A Chorus Line
- 1986: American Anthem
- 1988: Police Academy 5 – Auftrag Miami Beach (Police Academy 5: Assignment: Miami Beach)
- 1992: Eine Klasse für sich (A League of Their Own)
- 1997: Die Schattenkrieger (Soldier of Fortune, Inc., Fernsehserie, eine Folge)
- 2006: Alpha Dog – Tödliche Freundschaften (Alpha Dog)
- 2006: Two Tickets to Paradise